# Liste des distinctions de VIXX
Cet article est la liste des récompenses et des nominations de VIXX.
VIXX (coréen : 빅스; un acronyme pour  Voice, Visual, Value in Excelsis) est un boys band sud-coréen de K-pop formé par Jellyfish Entertainment. Il est composé de six membres : N, Leo, Ken, Ravi, Hongbin et Hyuk.

## Corée

### Golden Disk Awards
| Année | Catégorie             | Travail nommé | Résultat   |
| ----- | --------------------- | ------------- | ---------- |
| 2014  | Disk Bonsang Award    | Jekyll        | Nomination |
| 2014  | Popularity Award      | VIXX          | Nomination |
| 2015  | Disk Bonsang Award    | Eternity      | Lauréat    |
| 2015  | Digital Bonsang Award | "Eternity"    | Nomination |

### Mnet Asian Music Awards
| Année | Catégorie                            | Travail nommé   | Résultat   |
| ----- | ------------------------------------ | --------------- | ---------- |
| 2014  | Best Dance Performance - Male Group  | "Eternity"      | Nomination |
| 2014  | Song of the Year                     | "Eternity"      | Nomination |
| 2015  | Best Dance Performance - Male Group, | "Love Equation" | En attente |
| 2015  | Song of the Year                     | "Love Equation" | En attente |

### SBS MTVBest of the Best
| Année | Catégorie         | Travail nommé | Résultat   |
| ----- | ----------------- | ------------- | ---------- |
| 2013  | Best Rookie Group | VIXX          | Lauréat    |
| 2014  | Best Music Video  | "Error"       | Nomination |

### Seoul Music Awards
| Année | Catégorie            | Travail nommé | Résultat   |
| ----- | -------------------- | ------------- | ---------- |
| 2012  | New Artist Award     | VIXX          | Nomination |
| 2013  | Bonsang Award        | Hyde          | Lauréat    |
| 2013  | Popularity Award     | VIXX          | Nomination |
| 2014  | Bonsang Award        | Error         | Lauréat    |
| 2014  | Popularity Award     | VIXX          | Nomination |
| 2014  | Hallyu Special Award | VIXX          | Nomination |

### Gaon Chart K-POP Awards
| Année | Catégorie                             | Travail nommé | Résultat   |
| ----- | ------------------------------------- | ------------- | ---------- |
| 2015  | 2nd Quarter Best Selling Record Award | "Eternity"    | Nomination |
| 2015  | 4th Quarter Best Selling Record Award | "Error"       | Nomination |

## Autres

### Korea Cultural Entertainment Awards
| Année | Catégorie                  | Travail nommé | Résultat |
| ----- | -------------------------- | ------------- | -------- |
| 2014  | K-POP Top Ten Singer award | VIXX          | Lauréat  |

### Hanteo Awards
| Année | Catégorie | Travail nommé | Résultat |
| ----- | --------- | ------------- | -------- |
| 2013  | VIXX      | Singer Award  | 5e       |

### SBS PopAisa Awards
| Année | Catégorie       | Travail nommé | Résultat   |
| ----- | --------------- | ------------- | ---------- |
| 2014  | Beat Male Group | VIXX          | Nomination |
| 2014  | Best Song       | "Error"       | Nomination |

### Japan Gold Disc Awards
| Année | Catégorie                  | Travail nommé           | Résultat |
| ----- | -------------------------- | ----------------------- | -------- |
| 2015  | Best 3 New Artists in Asia | VIXX, avec Apink et BTS | Lauréat  |

### JpopAsia Music Awards
| Année | Catégorie        | Travail nommé | Résultat   |
| ----- | ---------------- | ------------- | ---------- |
| 2014  | Best Boyband     | VIXX          | Nomination |
| 2014  | Best Music Video | "Error"       | Nomination |
| 2014  | Favorite Group   | VIXX          | Nomination |

### Hallyu Japanese Music Awards
| Année | Catégorie        | Travail nommé | Résultat   |
| ----- | ---------------- | ------------- | ---------- |
| 2013  | Best Male Group, | VIXX          | Nomination |

### STARCAST Awards
| Année | Catégorie   | Travail nommé            | Résultat |
| ----- | ----------- | ------------------------ | -------- |
| 2014  | Best Style, | VIXX, avec Jang Keun-suk | Lauréat  |

### Mp3 Music Awards
| Année | Catégorie      | Travail nommé                  | Résultat   |
| ----- | -------------- | ------------------------------ | ---------- |
| 2014  | The BAM Award, | VIXX Turn Around et Look At Me | Nomination |

### KMC Radio Awards
| Année | Catégorie             | Travail nommé | Résultat   |
| ----- | --------------------- | ------------- | ---------- |
| 2014  | Best Male Group       | VIXX          | Nomination |
| 2014  | Best Music Video      | "Error"       | Nomination |
| 2014  | Best Male Performance | VIXX          | Nomination |
| 2014  | Best European Concert | VIXX          | Nomination |
| 2014  | Best song of the Year | "Error"       | Nomination |

### Embassies Day in Seoul
| Année | Catégorie     | Travail nommé               | Résultat |
| ----- | ------------- | --------------------------- | -------- |
| 2015  | Hanbit Awards | VIXX, avec Apink et Rainbow | Lauréat  |

### MTV Europe Music Awards
| Année | Catégorie        | Travail nommé | Résultat   |
| ----- | ---------------- | ------------- | ---------- |
| 2015  | Best Korean Act, | VIXX          | Nomination |

## Programmes de classements musicaux

### Music Bank
| Année | Date        | Chanson         |
| ----- | ----------- | --------------- |
| 2013  | 6 décembre  | "Voodoo Doll"   |
| 2014  | 24 octobre  | "Error"         |
| 2015  | 6 mars      | "Love Equation" |
| 2015  | 20 novembre | "Chained Up"    |
| 2016  | 29 avril    | "Dynamite",     |

### Inkigayo
| Année | Date       | Chanson         |
| ----- | ---------- | --------------- |
| 2014  | 8 juin     | "Eternity"      |
| 2014  | 26 octobre | "Error"         |
| 2015  | 8 mars     | "Love Equation" |

### Show Champion
| Année | Date        | Chanson         |
| ----- | ----------- | --------------- |
| 2014  | 11 juin     | "Eternity"      |
| 2014  | 22 octobre  | "Error"         |
| 2015  | 4 mars      | "Love Equation" |
| 2015  | 18 novembre | "Chained Up"    |
| 2016  | 27 avril    | "Dynamite"      |
| 2016  | 24 août     | "Fantasy"       |

### The Show
| Année | Date        | Chanson         |  |
| ----- | ----------- | --------------- |  |
| 2014  | 28 octobre  | "Error",        |  |
| 2014  | 4 novembre  | "Error",        |  |
| 2015  | 3 mars      | "Love Equation" |  |
| 2015  | 10 mars     | "Love Equation" |  |
| 2015  | 17 mars     | "Love Equation" |  |
| 2015  | 17 novembre | "Chained Up"    |  |
| 2016  | 26 avril    | "Dynamite",     |  |
| 2016  | 3 mai       | "Dynamite",     |  |
| 2016  | 10 mai      | "Dynamite",     |  |
| 2016  | 23 août     | "Fantasy",      |  |
| 2016  | 6 septembre | "Fantasy",      |  |

### M! Countdown
| Année | Date   | Chanson         |
| ----- | ------ | --------------- |
| 2015  | 5 mars | "Love Equation" |

### Show! Music Core
| Année | Date   | Chanson         |
| ----- | ------ | --------------- |
| 2015  | 7 mars | "Love Equation" |